# Контрольное число
Контрольное число, контрольная цифра — разновидность контрольной суммы, добавляется обычно в конец длинных номеров с целью первичной проверки их правильности. Применяется с целью уменьшения вероятности ошибки при обработке таких номеров: машинном считывании с упаковки товара, записи в документы, голосовой передаче от человека к человеку и т. п.
Наличие и правильность контрольного числа не гарантирует достоверность рассматриваемого номера (в том числе не спасает от действий злоумышленников), но на практике достаточно хорошо оберегает от случайных ошибок.
Контрольное число чаще всего это либо последняя цифра суммы всех чисел номера, либо результат другой математической операции над цифрами. В компьютерных программах понятие «контрольного числа» обобщено до CRC, бита чётности и Кодов Рида-Соломона; а в некоторых архиваторах объём контрольных данных таков, что позволяет не только обнаружить ошибку, но и исправить её (обнаружение и исправление ошибок).
Контрольные числа, применяемые в документах, обычно позволяют восстановить одну потерянную цифру при условиях, что известно, на какой позиции в номере она должна находиться и что остальные цифры в номере правильные. Если неизвестно, на какой позиции есть ошибка, нужно перебрать все возможные варианты (например, для 13-значного номера их будет 13), а из них выбрать наиболее правдоподобные (исходя из анализа содержательной информации в номере). Простое исправление контрольной цифры может привести только к большей ошибке, не связанной с математикой.

## Достоинства и недостатки
| Описание ошибки                                            | Алгоритм Верхуффа | Алгоритм Луна | Алгоритм SHA1 (равномерный) | ИНН остаток от деления на 11 | ОКПО двойной остаток от деления на 11 | EAN13  |
| ---------------------------------------------------------- | ----------------- | ------------- | --------------------------- | ---------------------------- | ------------------------------------- | ------ |
| Одиночные ошибки (6 вместо 7)                              | 100 %             | 100 %         | 94,5 %                      | 98,1 %                       | 100 %                                 | 100 %  |
| Перестановки соседних цифр (67 вместо 76)                  | 100 %             | 97,7 %        | 94,5 %                      | 98,1 %                       | 100 %                                 | 88,8 % |
| Двойные ошибки (66 вместо 77)                              | 95,5 %            | 93,3 %        | 94,5 %                      | 98,1 %                       | 81,8 %                                | 88,8 % |
| Перестановки чётных/нечётных позиций цифр (637 вместо 736) | 94,2 %            | 0 %           | 94,5 %                      | 98,1 %                       | 100 %                                 | 0 %    |
| Перестановки любых позиций цифр (6327 вместо 7326)         | 94,9 %            | 58,6 %        | 94,5 %                      | 98,1 %                       | 100 %                                 | 53,3 % |
| Двойные ошибки в несоседних цифрах (636 вместо 737)        | 94,2 %            | 100 %         | 94,5 %                      | 98,1 %                       | 100 %                                 | 88,8 % |
| Вставка любой цифры — (67 вместо 6)                        | 90 %              | 94 %          | 94,5 %                      | 90,6 %                       | 93,0 %                                | 91,4 % |
| Дублирование любой цифры (66 вместо 6)                     | 90 %              | 93,8 %        | 94,5 %                      | 89,2 %                       | 93,5 %                                | 90 %   |

К недостаткам алгоритма традиционно относили его высокую, по сравнению с другими алгоритмами, сложность. Достаточно сложно произвести все вычисления вручную, особенно для длинных последовательностей. Однако при машинной проверке сложность вычислений не играет решающей роли, что позволяет использовать алгоритм Верхуффа при проверке введённых значений в различных устройствах.

## Примеры использования контрольных чисел в документах
В примерах обычно вычисляется некоторая функция (контрольная сумма) от цифр номера. Если она равна 0, то номер признаётся правильным. В некоторых случаях удобнее вычислять контрольное число и сверять его с имеющимся. Формально контрольной суммой можно считать разность между имеющимся и вычисленным контрольными числами.
Цифры номера нумеруются справа налево:
…n3n2n1, так же, как и соответствующие им коэффициенты …k3k2k1.
Обычно содержательная информация (код страны, товара, банка и т. п.) находится в левой части номера, а контрольное число (цифра) является завершающей (самой правой) и имеет номер 1 (n1), однако с математической точки зрения все цифры кода, как правило, равноправны, и любая из них может считаться контрольной для остальных. Значение содержательной части номера можно посмотреть в описании соответствующего кода.

### Номера на товарах: штрих-код разных типов
Контрольные суммы штрих-кодов вычисляются по сходному алгоритму. Кроме того, тот же алгоритм (таблица обрезается или продолжается влево по очевидному правилу), используется во многих других случаях, например, для номеров товаров в магазинах.
|        | k13 | k12 | k11 | k10 | k9 | k8 | k7 | k6 | k5 | k4 | k3 | k2 | k1 |
| ------ | --- | --- | --- | --- | -- | -- | -- | -- | -- | -- | -- | -- | -- |
| EAN-13 | 1   | 3   | 1   | 3   | 1  | 3  | 1  | 3  | 1  | 3  | 1  | 3  | 1  |
| UPC-12 |     | 3   | 1   | 3   | 1  | 3  | 1  | 3  | 1  | 3  | 1  | 3  | 1  |
| EAN-8  |     |     |     |     |    | 3  | 1  | 3  | 1  | 3  | 1  | 3  | 1  |

Контрольная сумма есть остаток от деления на 10 суммы из цифр номера, умноженных на соответствующие коэффициенты из таблицы. Если контрольная сумма есть 0, то номер признаётся правильным.
Если нужно подсчитать требуемое контрольное число для произвольного номера, нужно вначале поставить «0» на крайнюю правую позицию, посчитать контрольную сумму, а затем, если она не равна нулю, заменить этот «0» на «10 — контрольная сумма».
Конкретные примеры:

4 ⋅ 1 + 6 ⋅ 3 + 0 ⋅ 1 + 0 ⋅ 3 + 0 ⋅ 1 + 5 ⋅ 3 + 1 ⋅ 1 + 0 ⋅ 3 + 0 ⋅ 1 + 0 ⋅ 3 + 0 ⋅ 1 + 5 ⋅ 3 + 7 ⋅ 1 =

4 + 18 + 0 + 0 + 0 + 15 + 1 + 0 + 0 + 0 + 0 + 15 + 7 = 60.

Контрольная сумма = 0 — номер правильный.

4 ⋅ 3 + 6 ⋅ 1 + 0 ⋅ 3 + 0 ⋅ 1 + 9 ⋅ 3 + 3 ⋅ 1 + 3 ⋅ 3 + 3 ⋅ 1 =

12 + 6 + 0 + 0 + 27 + 3 + 9 + 3= 60.

Контрольная сумма = 0 — номер правильный.

0 ⋅ 3 + 4 ⋅ 1 + 1 ⋅ 3 + 6 ⋅ 1 + 8 ⋅ 3 + 9 ⋅ 1 + 3 ⋅ 3 + 0 ⋅ 1 + 0 ⋅ 3 + 4 ⋅ 1 + 9 ⋅ 3 + 4 ⋅ 1 =

0 + 4 + 3 + 6 + 24 + 9 + 9 + 0 + 0 + 4 + 27 + 4 = 90.

Контрольная сумма = 0 — номер правильный.

Для 4601546021290:

4 ⋅ 1 + 6 ⋅ 3 + 0 ⋅ 1 + 1 ⋅ 3 + 5 ⋅ 1 + 4 ⋅ 3 + 6 ⋅ 1 + 0 ⋅ 3 + 2 ⋅ 1 + 1 ⋅ 3 + 2 ⋅ 1 + 9 ⋅ 3 + 0 ⋅ 1 =

4 + 18 + 0 + 3 + 5 + 12 + 6 + 0 + 2 + 3 + 2 + 27 + 0 = 82.

Контрольное число — наименьшее число, которое необходимо прибавить к вычисленному значению, чтобы получилось кратное 10 число. В нашем случае, ближайшее к «82» кратное «10» число — это «90». К «82» необходимо прибавить «8» для получения «90». Следовательно, контрольное число — «8» по определению, а искомый номер: 4601546021298.

### Номера банковских счетов
Для расчёта контрольного разряда банковского счёта (девятая цифра в номере счёта) используется следующий алгоритм: к номеру расчётного счёта в начало добавляют 3 разряда, соответствующие трём последним цифрам БИКа банка. Получаем число из 23 разрядов, в котором на 12 месте находится контрольный разряд. Если мы собираемся проверить или рассчитать контрольную цифру корреспондентского счёта, то для первых трёх разрядов берём ноль ('0') и две цифры условного номера РКЦ, которым соответствует пятая и шестая цифра БИКа банка.
Пример расчёта контрольной цифры расчётного счёта:

В исходном состоянии известны все цифры, кроме контрольного разряда, он заменяется нулём. Для расчётов используется специальный массив весовых коэффициентов: 7, 1, 3, 7, 1, 3, 7, 1, 3, 7, 1, 3, 7, 1, 3, 7, 1, 3, 7, 1, 3, 7, 1.
Вычисляют сумму произведений цифры позиции на вес позиции.
Последняя цифра этой суммы, умноженная на 3, и составит контрольную цифру.
Здесь взвешенная сумма равна 135 = (5 ⋅ 7 + 1 ⋅ 1 + 2 ⋅ 3) + (4 ⋅ 7 + 0 ⋅ 1 + 7 ⋅ 3 + 0 ⋅ 7 + 2 ⋅ 1 + 8 ⋅ 3 + 1 ⋅ 7 + 0 ⋅ 1 + 0 ⋅ 3 + 0 ⋅ 7 + 0 ⋅ 1 + 0 ⋅ 3 + 0 ⋅ 7 + 0 ⋅ 1 + 0 ⋅ 3 + 0 ⋅ 7 + 0 ⋅ 1 + 0 ⋅ 3 + 1 ⋅ 7 + 4 ⋅ 1). Последняя цифра равна 5, умножаем её на 3 и получаем 15. Из этого числа берём последнюю цифру, она и является контрольной. В нашем случае это цифра 5.

Проверка правильности некоторого расчётого счёта производится по тому же алгоритму. О правильности некоторого номера банковского счёта говорит равенство нулю последнего разряда взвешенной суммы. Таким образом, для заданного примера взвешенная сумма составляет 150 = (5 ⋅ 7 + 1 ⋅ 1 + 2 ⋅ 3) + (4 ⋅ 7 + 0 ⋅ 1 + 7 ⋅ 3 + 0 ⋅ 7 + 2 ⋅ 1 + 8 ⋅ 3 + 1 ⋅ 7 + 0 ⋅ 1 + 5 ⋅ 3 + 0 ⋅ 7 + 0 ⋅ 1 + 0 ⋅ 3 + 0 ⋅ 7 + 0 ⋅ 1 + 0 ⋅ 3 + 0 ⋅ 7 + 0 ⋅ 1 + 0 ⋅ 3 + 1 ⋅ 7 + 4 ⋅ 1). Ноль на конце говорит о правильности.

### Номера банковских карт
Номера банковских карт Мир всегда начинаются на цифру 2, American Express, Diners Club и JCB начинаются на цифру 3, VISA начинается на 4, MasterCard на 5 и Maestro на 6.
Алгоритм тот же, что и для «Международного идентификационного кода ценной бумаги».

### Международный идентификационный код ценной бумаги (ISIN)
Контрольные суммы вычисляются по алгоритму Луна. Правило продолжения таблицы влево (для длинных номеров) и усечения её для коротких номеров очевидно.
В случае наличия в Международном идентификационном коде ценной бумаги английских букв, каждая из них заменяется на 2 цифры, представляющие собой порядковый номер буквы в латинском алфавите, увеличенный на 9 (то есть A ~ 10, B ~ 11, …, Z ~ 35). Так, буквы RU заменяются на 2730.
|                           | k16 | k15 | k14 | k13 | k12 | k11 | k10 | k9 | k8 | k7 | k6 | k5 | k4 | k3 | k2 | k1 |
| ------------------------- | --- | --- | --- | --- | --- | --- | --- | -- | -- | -- | -- | -- | -- | -- | -- | -- |
| банковские карты, 16 цифр | 2   | 1   | 2   | 1   | 2   | 1   | 2   | 1  | 2  | 1  | 2  | 1  | 2  | 1  | 2  | 1  |
| ценные бумаги             |     |     | 2   | 1   | 2   | 1   | 2   | 1  | 2  | 1  | 2  | 1  | 2  | 1  | 2  | 1  |
| банковские карты, 13 цифр |     |     |     | 1   | 2   | 1   | 2   | 1  | 2  | 1  | 2  | 1  | 2  | 1  | 2  | 1  |

Контрольная сумма: цифры кода умножаются на коэффициенты из таблицы, если результат умножения превосходит 9, то вычитаем из него 9, получившиеся числа складываем. В этой сумме берём последнюю цифру, остальные отбрасываем (то есть остаток от деления на 10). Если контрольная сумма есть 0, то номер признаётся правильным. Восстановление «контрольного числа» аналогично способу для штрих-кода.
Конкретные примеры:

Произведения: 4 ⋅ 1, 0 ⋅ 2, 0 ⋅ 1, 0 ⋅ 2, 0 ⋅ 1, 0 ⋅ 2,
0 ⋅ 1, 0 ⋅ 2, 0 ⋅ 1, 0 ⋅ 2, 0 ⋅ 1, 0 ⋅ 2, 6 ⋅ 1;

После вычитания 9: 4, 0, 0, 0, 0, 0, 0, 0, 0, 0, 0, 0, 6;

Их сумма: 10;

Контрольная сумма = 0 — номер правильный.

Произведения: 5 ⋅ 2, 6 ⋅ 1, 1 ⋅ 2, 0 ⋅ 1, 0 ⋅ 2, 0 ⋅ 1, 0 ⋅ 2, 0 ⋅ 1, 0 ⋅ 2,
0 ⋅ 1, 0 ⋅ 2, 0 ⋅ 1, 0 ⋅ 2, 0 ⋅ 1, 0 ⋅ 2, 1 ⋅ 1;

После вычитания 9: 1, 6, 2, 0, 0, 0, 0, 0, 0, 0, 0, 0, 0, 0, 0, 1;

Их сумма: 10;

Контрольная сумма = 0 — номер правильный.

Буквы RU заменяем на 2730 и получаем 14-значный номер 27300007661625, который и будем проверять.

Произведения: 2 ⋅ 2, 7 ⋅ 1, 3 ⋅ 2, 0 ⋅ 1,
0 ⋅ 2, 0 ⋅ 1, 0 ⋅ 2, 7 ⋅ 1, 6 ⋅ 2, 6 ⋅ 1, 1 ⋅ 2, 6 ⋅ 1, 2 ⋅ 2, 5 ⋅ 1;

После вычитания 9: 4, 7, 6, 0, 0, 0, 0, 7, 3, 6, 2, 6, 4, 5;

Их сумма: 50;

Контрольная сумма = 0 — номер правильный.

Буквы DE заменяем на 1314 и получаем 14-значный номер 13140001136927.

Произведения: 1 ⋅ 2, 3 ⋅ 1, 1 ⋅ 2, 4 ⋅ 1,
0 ⋅ 2, 0 ⋅ 1, 0 ⋅ 2, 1 ⋅ 1, 1 ⋅ 2, 3 ⋅ 1, 6 ⋅ 2, 9 ⋅ 1, 2 ⋅ 2, 7 ⋅ 1;

После вычитания 9: 2, 3, 2, 4, 0, 0, 0, 1, 2, 3, 3, 9(!), 4, 7;

Их сумма: 40;

Контрольная сумма = 0 — номер правильный.

### Страховой номер индивидуального лицевого счёта (Россия)
Страховой номер индивидуального лицевого счёта страхового свидетельства обязательного пенсионного страхования (он же СНИЛС) проверяется на корректность контрольным числом.
СНИЛС имеет вид: «XXX-XXX-XXX YY», где XXX-XXX-XXX — собственно номер, а YY — контрольное число.
Алгоритм формирования контрольного числа СНИЛС таков:
1. Проверка контрольного числа Страхового номера проводится только для номеров больше номера 001-001-998
2. Контрольное число СНИЛС рассчитывается следующим образом:

1. Каждая цифра СНИЛС умножается на номер своей позиции (позиции отсчитываются с конца, то есть, справа)
2. Полученные произведения суммируются
3. Получить остаток от деления на 101
4. Если получилось 100, контрольное число равно 0

Например: указан СНИЛС 112-233-445 95. Проверяем правильность контрольного числа:
- цифры номера 1 1 2 2 3 3 4 4 5
- номер позиции 9 8 7 6 5 4 3 2 1

Сумма = 1 ⋅ 9 + 1 ⋅ 8 + 2 ⋅ 7 + 2 ⋅ 6 + 3 ⋅ 5 + 3 ⋅ 4 + 4 ⋅ 3 + 4 ⋅ 2 + 5 ⋅ 1 = 95. Сумма равна YY (контрольное число). Контрольное число 95 — указано верно.
Данный алгоритм не способен обнаружить все случаи ошибок в одной цифре (например, номера 087-654-303 00 и 087-654-302 00 различаются одной цифрой, но оба будут признаны верными). Также не во всех случаях может быть обнаружена ошибка перестановки двух соседних цифр (например, 087-654-303 00 и 086-754-303 00). Причина — пункт 2.4, где для близких чисел 100 и 101 установлено одинаковое контрольное число 00.
Если бы вместо последних двух подпунктов проверки применялся алгоритм «Если сумма равна или больше 100, то контрольное число равно двум последним цифрам этой суммы (остатку от деления суммы на 100)», то он был бы способен обнаружить все случаи ошибок в одной цифре и все случаи ошибочной перестановки двух соседних цифр.

### Номера ИНН
Бывают 10-значные — для юридических лиц, одна контрольная цифра в конце; и 12-значные — для физических лиц и ИП, две контрольные цифры: предпоследняя (n1) и последняя (n2) цифра в ИНН.
|                                                      | k1 | k2 | k3 | k4 | k5 | k6 | k7 | k8 | k9 | k10 | k11 | k12 |
| ---------------------------------------------------- | -- | -- | -- | -- | -- | -- | -- | -- | -- | --- | --- | --- |
| вычисление контрольного числа n1 для 12-значного ИНН | 7  | 2  | 4  | 10 | 3  | 5  | 9  | 4  | 6  | 8   |     |     |
| вычисление контрольного числа n2 для 12-значного ИНН | 3  | 7  | 2  | 4  | 10 | 3  | 5  | 9  | 4  | 6   | 8   |     |
| вычисление контрольного числа n1 для 10-значного ИНН |    |    | 2  | 4  | 10 | 3  | 5  | 9  | 4  | 6   | 8   |     |

Проверку номера ИНН удобнее проводить, вычисляя контрольные числа:
- 1 (только для 12-значного ИНН). Контрольное число n2 есть остаток от деления на 11 суммы из цифр номера, умноженных на соответствующие коэффициенты из таблицы (из строки «вычисление контрольного числа n2»). Если остаток равен 10, то n2 = 0.
- Контрольное число n1 есть остаток от деления на 11 суммы из цифр номера, умноженных на соответствующие коэффициенты из таблицы (из строки «вычисление контрольного числа n1»). Если остаток равен 10, то n1 = 0.

Примеры:
- 5 ⋅ 7 + 0 ⋅ 2 + 0 ⋅ 4 + 1 ⋅ 10 + 0 ⋅ 3 + 0 ⋅ 5 + 7 ⋅ 9 + 3 ⋅ 4 + 2 ⋅ 6 + 2 ⋅ 8 = 148

148 = 11 ⋅ 13 + 5 (остаток); остаток совпадает с предпоследней цифрой ИНН, это одна контрольная цифра
- 5 ⋅ 3 + 0 ⋅ 7 + 0 ⋅ 2 + 1 ⋅ 4 + 0 ⋅ 10 + 0 ⋅ 3 + 7 ⋅ 5 + 3 ⋅ 9 + 2 ⋅ 4 + 2 ⋅ 6 + 5 ⋅ 8 = 141

141 = 11 ⋅ 12 + 9 (остаток); остаток совпадает с последней цифрой ИНН, это другая контрольная цифра.
Оба контрольных числа совпадают, номер правильный.

Шаг 2:
7 ⋅ 2 + 8 ⋅ 4 + 3 ⋅ 10 + 0 ⋅ 3 + 0 ⋅ 5 + 0 ⋅ 9 + 2 ⋅ 4 + 2 ⋅ 6 + 9 ⋅ 8 = 168
168 ÷ 11 = 15,27

168 = 11  ⋅  15 + 3 (остаток)

Контрольное число совпадает, номер правильный.

### Номер ОКПО
Методика расчёта контрольного числа для кода ОКПО (едина для всех кодов статистики).
Контрольное число рассчитывается следующим образом:
- Контрольной цифрой кода является последняя цифра — восьмая в восьмизначном коде и десятая в десятизначном.
- Разрядам кода в общероссийском классификаторе, начиная со старшего разряда, присваивается набор весов, соответствующий натуральному ряду чисел от 1 до 10. Если разрядность кода больше 10, то набор весов повторяется.
- Каждая цифра кода, кроме последней, умножается на вес разряда и вычисляется сумма полученных произведений.
- Контрольное число для кода представляет собой остаток от деления полученной суммы на модуль «11».
- Контрольное число должно иметь один разряд, значение которого находится в пределах от 0 до 9.

Если получается остаток, равный 10, то для обеспечения одноразрядного контрольного числа необходимо провести повторный расчёт, применяя вторую последовательность весов, сдвинутую на два разряда влево (3, 4, 5,…).
ВАЖНО: Если рассчитывается контрольный символ для десятизначного ОКПО, то последовательность весов будет заканчиваться на 1 (!!), то есть не (3, 4, 5, 6, 7, 8, 9, 10, 11), а (3, 4, 5, 6, 7, 8, 9, 10, 1).
Если в случае повторного расчёта остаток от деления вновь сохраняется равным 10, то значение контрольного числа проставляется равным «0».
Пример проверки контрольного числа для кода 47296611:
```
   Код           4    7     2    9     6    6    1    1
```

```
   Вес разрядов  1    2     3    4     5    6    7
```

Сумма произведений, полученных путём умножения каждой цифры кода на вес разряда, равна:
4 ⋅ 1 + 7 ⋅ 2 + 2 ⋅ 3 + 9 ⋅ 4 + 6 ⋅ 5 + 6 ⋅ 6 + 1 ⋅ 7 = 133.
133 = 11  ⋅  12 + 1;
Остаток от деления полученной суммы на 11 равен 1. Контрольная цифра кода — 1 (последняя цифра). Контрольное число (остаток от деления) = 1 — совпадает с контрольной цифрой = 1, номер правильный.
Важно отметить, что в случае с ОКПО номер для ЮЛ должен состоять из 8 цифр, а для ИП из 10. Поэтому перед проверкой номера не забывайте добавлять лидирующие нули. Например, ОКПО ИП — 148543122, а для проверки номера нужно передавать 0148543122.

### Номер ОКАТО
Номер ОКАТО может быть кодом раздела «Объекты административно-территориального деления, кроме сельских населённых пунктов», который содержит от 2 до 8 цифр, или кодом раздела «Сельские населённые пункты» (11 цифр). Контрольное число (одна цифра) может быть добавлена к коду, образуя «блок идентификации», в котором на одну цифру больше (9 цифр для 8-цифрового кода).

#### Расчёт контрольного числа
В коде ОКАТО расчёт контрольного числа подчиняется общему стандарту.
- Каждому разряду кода общероссийского классификатора, начиная со старшего разряда, присваивается вес, соответствующий натуральному ряду чисел от 1 до 10. Если разрядность кода больше 10, то набор весов повторяется.
- Каждая цифра кода умножается на вес разряда и вычисляется сумма полученных произведений.
- Контрольное число для каждого кода представляет собой остаток от деления полученной суммы на число 11.
- Контрольное число должно иметь один разряд, значение которого находится в пределах от 0 до 9.
- Для проверки контрольного числа кода ОКАТО, код ОКАТО должен содержать 3, 6 или 9 символов, то есть включать в себя контрольное число. Для расчёта контрольного числа кода ОКАТО код должен состоять из 2, 5 или 8 символов.

Если получается остаток, равный 10, то для обеспечения одноразрядного контрольного числа необходимо провести повторный расчёт, применяя вторую последовательность весов, сдвинутую на два разряда влево (то есть начинающуюся так: 3, 4, 5, …).
Если в случае повторного расчёта остаток от деления вновь сохраняется равным 10, то значение контрольного числа принимается равным 0.

#### Пример расчёта контрольного числа
Код: 5 6 3 9 2 1
Вес разрядов: 1 2 3 4 5 6
Сумма произведений, полученная путём умножения каждой цифры кода на вес разряда, равна 5 · 1 + 6 · 2 + 3 · 3 + 9 · 4 + 2 · 5 + 1 · 6 = 78.
Остаток от деления полученной суммы на 11 равен 1: 78 = 11  ⋅  7 + 1.
Контрольное число для данного кода равно 1.

### 10-значный ISBN
ISBN имеет 10 цифр, ISSN — 8 цифр. Последняя — контрольная. В том случае, если вместо последней цифры стоит буква «X», при вычислении контрольной суммы она заменяется на число 10.
|               | k10 | k9 | k8 | k7 | k6 | k5 | k4 | k3 | k2 | k1 |
| ------------- | --- | -- | -- | -- | -- | -- | -- | -- | -- | -- |
| ISBN, 10 цифр | 10  | 9  | 8  | 7  | 6  | 5  | 4  | 3  | 2  | 1  |
| ISSN, 8 цифр  |     |    | 8  | 7  | 6  | 5  | 4  | 3  | 2  | 1  |

Контрольная сумма есть разность между числом 11 и остатком от деления на 11 суммы из цифр номера, умноженных на соответствующие коэффициенты из таблицы.
Восстановление «контрольного числа» аналогично способу для штрих-кода, однако вместо «0» нужно подставлять цифру «11 — контрольная сумма». Если контрольная сумма равна 1, то подставляем «цифру» 10, то есть букву «X».
При нанесении ISBN на книгу в виде штрих-кода собственная контрольная цифра удаляется,
слева приписывается префикс 978 (или 979, этот префикс пока не используется). При нанесении ISSN на журнал в виде штрих-кода собственная контрольная цифра удаляется,
слева приписывается префикс 977, а справа — 2 цифры, несущие некую дополнительную информацию, не содержащуюся непосредственно в ISSN (обычно 00 для платных изданий). Далее в обоих случаях справа приписывается контрольная цифра,
вычисленная по 13-значному алгоритму для штрих-кода.
Конкретные примеры:

5 ⋅ 10 + 9 ⋅ 9 + 3 ⋅ 8 + 2 ⋅ 7 + 8 ⋅ 6 + 6 ⋅ 5 + 0 ⋅ 4 + 0 ⋅ 3 + 5 ⋅ 2 + 7 ⋅ 1 =

50 + 81 + 24 + 14 + 48 + 30 + 0 + 0 + 10 + 7 = 264 = 24 ⋅  11 + 0 (остаток).

Контрольная сумма (остаток) = 0 — номер правильный.

0 ⋅ 10 + 4 ⋅ 9 + 4 ⋅ 8 + 6 ⋅ 7 + 5 ⋅ 6 + 2 ⋅ 5 + 0 ⋅ 4 + 8 ⋅ 3 + 7 ⋅ 2 + 10 ⋅ 1 =

0 + 36 + 32 + 42 + 30 + 10 + 0 + 24 + 14 + 10 = 198 = 18 ⋅  11 + 0 (остаток).

Контрольная сумма (остаток) = 0 — номер правильный.

0 ⋅ 8 + 0 ⋅ 7 + 3 ⋅ 6 + 3 ⋅ 5 + 7 ⋅ 4 + 6 ⋅ 3 + 5 ⋅ 2 + 10 ⋅ 1 =

0 + 0 + 18 + 15 + 28 + 18 + 10 + 10 = 99 = 9 ⋅  11 + 0 (остаток).

Контрольная сумма (остаток) = 0 — номер правильный.

### Номера ОГРН и ОГРНИП
Состоят из 13 (или 15) цифр, из них последняя — n1 — контрольная.
Контрольная цифра равна остатку от деления на 11 (или на 13) числа, состоящего из первых 12 (или 14) цифр. Если остаток больше 9, то n1 = последней цифре остатка.
Примеры:
1037739010891 — 13 цифр, ОГРН.

Вычисляем остаток: −1+0-3+7-7+3-9+0-1+0-8+9 = −10(Признак Паскаля)

−10 + 11 = 1(остаток)

Контрольное число = 1 — совпадает, номер правильный.
1035006110083 — 13 цифр, ОГРН.

Вычисляем остаток: 103500611008 = 11 • 9409146455 + 3(остаток)

Контрольное число = 3 — совпадает, номер правильный.
1037739010891 — 13 цифр, ОГРН.

Вычисляем остаток: 103773901089 = 11 • 9433991008 + 1(остаток)

Контрольное число = 1 — совпадает, номер правильный.
304500116000157 — 15 цифр, ОГРНИП.

Вычисляем остаток: 30450011600015 = 13 • 2342308584616 + 7(остаток)

Контрольное число = 7 — совпадает, номер правильный.
304463210700212 — 15 цифр, ОГРНИП.

Вычисляем остаток: 30446321070021 = 13 • 2342024697693 + 12(остаток)

Контрольное число = 2 — совпадает с последней цифрой остатка, номер правильный.

### Идентификационный номер транспортного средства (VIN)
Стандарт ISO 3779-1983, оговаривающий структуру VIN транспортного средства, рекомендует в 9-й позиции VIN размещать контрольную сумму — число, вычисленное по определённому стандартом алгоритму, чьё значение зависит от значений всех остальных знаков в VIN.
В случае использования в 9-й позиции контрольной суммы там допустимы следующие значения: числа 0…9 или X. Если в 9-й позиции находится любой другой знак, то такой VIN не пройдёт проверку. Если это VIN автомобиля, предназначенного для североамериканского рынка, то он или переписан с автомобиля с ошибками или перебит.
Пример расчёта контрольной суммы:
- Берём VIN, например, JHMCM56557C404453, и заполняем табличку ниже:

| Позиция VIN | 1 | 2 | 3 | 4 | 5 | 6 | 7 | 8 | CHK | 10 | 11 | 12 | 13 | 14 | 15 | 16 | 17 |
| VIN         | J | H | M | C | M | 5 | 6 | 5 | 5   | 7  | С  | 4  | 0  | 4  | 4  | 5  | 3  |

- Подменяем буквы на цифры в соответствии с таблицей:

| Буква               | A | B | C | D | E | F | G | H | J | K | L | M | N | P | R | S | T | U | V | W | X | Y | Z |
| Цифровой эквивалент | 1 | 2 | 3 | 4 | 5 | 6 | 7 | 8 | 1 | 2 | 3 | 4 | 5 | 7 | 9 | 2 | 3 | 4 | 5 | 6 | 7 | 8 | 9 |

- Заполняем таблицу ниже, где для каждого знака VIN указан его «вес»:

| Позиция VIN         | 1 | 2 | 3 | 4 | 5 | 6 | 7 | 8  | 9   | 10 | 11 | 12 | 13 | 14 | 15 | 16 | 17 |
| Вес                 | 8 | 7 | 6 | 5 | 4 | 3 | 2 | 10 | CHK | 9  | 8  | 7  | 6  | 5  | 4  | 3  | 2  |
| Цифровой эквивалент | 1 | 8 | 4 | 3 | 4 | 5 | 6 | 5  | CHK | 7  | 3  | 4  | 0  | 4  | 4  | 5  | 3  |

- Складываем произведения каждого знака VIN на его «вес»:

1 ⋅ 8 + 8 ⋅ 7 + 4 ⋅ 6 + 3 ⋅ 5 + 4 ⋅ 4 + 5 ⋅ 3 + 6 ⋅ 2 + 5 ⋅ 10 + 7 ⋅ 9 + 3 ⋅ 8 + 4 ⋅ 7 + 0 ⋅ 6 + 4 ⋅ 5 + 4 ⋅ 4 + 5 ⋅ 3 + 3 ⋅ 2 = 368
- Вычисляем ближайшее наименьшее целое число, кратное 11:

368/11 = 33,5
33  ⋅  11 = 363
- Разницу между результатом в п. 5 и ближайшим наименьшим числом, кратным 11, записывается в девятый знак VIN:

CHK = 368—363 = 5
Если CHK = 10, то в 9-й позиции VIN записывается «X» (римская 10).